# Watari
Watari (jap. 亘理町 Watari-chō) – miasto w Japonii, na wyspie Honsiu, w prefekturze Miyagi. Według danych na rok 2020 miejscowość zamieszkiwało 33 087 mieszkańców , a gęstość zaludnienia wyniosła 449,6 os./km².